# Адаменко Василь Васильович
Василь Васильович Адаменко (1908 — 1943) — у роки німецько-радянської війни помічник командира взводу 1118-го стрілецького полку 333-ї стрілецької дивізії 6-ї армії 3-го Українського фронту. Герой Радянського Союзу (1944), сержант.

## Біографія
Народився 1908 року в селі Первозванівка (нині Криничанського району Дніпропетровської області) в сім'ї селянина. Українець. Освіта початкова. Працював у колгоспі.
У Червоній армії з вересня 1943 року, з того ж часу на фронті. Брав участь у визволенні Дніпропетровської та Запорізької областей, форсуванні Дніпра в жовтні 1943 року в районі села Військове (Солонянський район Дніпропетровської області).
26 листопада 1943 при форсуванні Дніпра в районі села Канівське Запорізької області помічник командира взводу 1118-го стрілецького полку 333-ї стрілецької дивізії 6-ї армії 3-го Українського фронту сержант Адаменко, під вогнем противника, переправився на правий берег і вступив у бій. Коли загинув командир взводу — замінив його. У рукопашній сутичці за оволодіння першої траншеєю взвод під його командуванням знищив до 20 солдатів і офіцерів противника, відбив контратаку роти гітлерівців. У боях за село і розширення плацдарму замінив вибулого з ладу командира роти. Рота під його командуванням утримувала другу лінію траншей і відбила п'ять контратак ворога, завдала йому відчутної шкоди. Вже поранений, сержант Адаменко не покинув поля бою і утримав позиції до підходу основних сил.
14 грудня 1943 в одному з боїв на території Запорізької області сержант Адаменко загинув.
Указом Президії Верховної Ради СРСР від 22 лютого 1944 року за мужність, відвагу і героїзм, проявлені в боротьбі з німецько-фашистськими загарбниками, сержанту Адаменко Василю Васильовичу присвоєно звання Героя Радянського Союзу.

## Пам'ять
- На братській могилі в селі Канівському, де похований герой, встановлено пам'ятник.
- У селищі Славгороді Синельниківського району Дніпропетровської області на його честь названо вулицю.
- На стелі меморіального комплексу в селі Тургенєвка Синельниківського району Дніпропетровської області викарбувано ім'я В. В. Адаменко.

| Емблема Збройних сил України | Це незавершена стаття про військового чи військову Збройних сил України. Ви можете допомогти проєкту, виправивши або дописавши її. |